# Coppa della Regina (hockey su pista)
La Coppa della Regina (sp. Copa de la Reina de Hockey Patines) è la Coppa nazionale di hockey su pista femminile spagnola. È organizzata dalla RFEP.

La squadra che vanta il maggior numero di coppe vinte è il Club Patí Voltregà con 5 successi.

## Formula
Partecipano al torneo le prime otto squadre in classifica al termine del girone di andata dell'OK Liga femminile che si sfidano in una sede unica predefinita tramite la formula delle Final Eight, cioè quarti di finale, semifinali e finale in gara unica ad eliminazione diretta.

## Albo d'oro
| Edizione   | Campione                                      | Finalista                                     | Finale                                        | Finale                                        |
| Edizione   | Campione                                      | Finalista                                     | Punteggio                                     | Sede                                          |
| 2006 (1ª)  | Voltregà                                      | Arenys de Munt                                | 4-1                                           | Burgos                                        |
| 2007 (2ª)  | Voltregà                                      | Gijón Solimar                                 | 6-1                                           | Pamplona                                      |
| 2008 (3ª)  | Voltregà                                      | Gijón Solimar                                 | 2-0                                           | Sant Sadurní d'Anoia                          |
| 2009 (4ª)  | Vilanova                                      | Alcorcón                                      | 10-1                                          | Mieres                                        |
| 2010 (5ª)  | Cerdanyola                                    | Voltregà                                      | 5-4                                           | Vilanova i la Geltrú                          |
| 2011 (6ª)  | Voltregà                                      | Arenys de Munt                                | 4-3 (dts)                                     | Gijón                                         |
| 2012 (7ª)  | Gijón Solimar                                 | Voltregà                                      | 3-2 (dts)                                     | Reus                                          |
| 2013 (8ª)  | Gijón Solimar                                 | Alcorcón                                      | 3-2 (dts)                                     | Sant Hipòlit de Voltregà                      |
| 2014 (9ª)  | Voltregà                                      | Manlleu                                       | 3-1                                           | Lloret de Mar                                 |
| 2015 (10ª) | Manlleu                                       | Voltregà                                      | 3-2                                           | Lloret de Mar                                 |
| 2016 (11ª) | Gijón Solimar                                 | Palau de Plegamans                            | 2-2 (5-4 dtr)                                 | Lloret de Mar                                 |
| 2017 (12ª) | Voltregà                                      | Gijón Solimar                                 | 3-2 (dts)                                     | Lloret de Mar                                 |
| 2018 (13ª) | Vilanova                                      | Gijón Solimar                                 | 2-1                                           | Vilanova i la Geltrú                          |
| 2019 (14ª) | Gijón Solimar                                 | Cerdanyola                                    | 7-3                                           | Reus                                          |
| 2020       | Edizione annullata causa Pandemia di COVID-19 | Edizione annullata causa Pandemia di COVID-19 | Edizione annullata causa Pandemia di COVID-19 | Edizione annullata causa Pandemia di COVID-19 |
| 2021 (15ª) | Manlleu                                       | Palau de Plegamans                            | 5-2                                           | La Coruña                                     |

### Edizioni vinte e perse per squadra
| Squadra            | Vittorie | Secondi posti | Anni vittorie                      | Anni secondi posti     |
| ------------------ | -------- | ------------- | ---------------------------------- | ---------------------- |
| Voltregà           | 6        | 3             | 2006, 2007, 2008, 2011, 2014, 2017 | 2010, 2012, 2015       |
| Gijón Solimar      | 4        | 4             | 2012, 2013, 2016, 2019             | 2007, 2008, 2017, 2018 |
| Manlleu            | 2        | 1             | 2015, 2021                         | 2014                   |
| Vilanova           | 2        | 0             | 2009, 2018                         |                        |
| Cerdanyola         | 1        | 1             | 2010                               | 2019                   |
| Arenys de Munt     | 0        | 2             |                                    | 2006, 2011             |
| Alcorcón           | 0        | 2             |                                    | 2009, 2013             |
| Palau de Plegamans | 0        | 2             |                                    | 2016, 2021             |